# Atentado de Alepo de 2017
El 15 de abril de 2017, un coche bomba detonó cerca de un convoy de autobuses en el barrio de al-Rashideen, en el oeste de Alepo, Siria. Los autobuses transportaban a civiles evacuados de las ciudades sitiadas y controladas por el gobierno de al-Fu'ah y Kafriya y estaban custodiados por combatientes rebeldes. El bombardeo mató al menos a 126 personas incluyendo al menos 80 niños.
La evacuación del autobús fue parte de un acuerdo negociado por el gobierno sirio, Irán y Catar, e implementado por la Media Luna Roja Árabe Siria. Según los términos del acuerdo de evacuación, los residentes de las comunidades chiitas de al-Fu'ah y Kafriya, que apoyaban al gobierno sirio y estaban rodeados por el Ejército de Conquista, serían transportados a Alepo. A cambio, los residentes de Madaya y Al-Zabadani, que son de mayoría sunita y apoyan a la oposición, serían transportados a la provincia de Idlib.

## Atentado
El ataque tuvo lugar en el distrito de Rashideen, en las afueras occidentales de la ciudad de Alepo, alrededor de las 15:30 hora local. Según algunos periodistas, la bomba estaba en un automóvil que estacionó y comenzó a repartir papas fritas para atraer a los niños. Este automóvil estaba cerca del frente de un convoy de autobuses que se detuvieron en un puesto de control para trasladar a los refugiados heridos. Una investigación realizada por Bellingcat cuestionó que se tratara de un vehículo de ayuda, sino de un Hyundai Porter Super Cab de tercera generación, con una etiqueta "W77" y un esquema de color amarillo, verde y rojo, de afiliación indeterminada. 
Los primeros informes indicaron que unas pocas docenas de personas habían muerto,  pero el número de muertos confirmado aumentó a 126 al día siguiente, según el Observatorio Sirio de Derechos Humanos. El Observatorio dijo que 109 de los muertos eran refugiados, incluidos 68 niños, y el resto combatientes rebeldes y trabajadores humanitarios, aunque un portavoz del grupo rebelde Ahrar al-Sham dijo que unos 30 de sus miembros fueron asesinados. Según el grupo de defensa civil Cascos Blancos, 55 personas resultaron heridas. 
El bombardeo provocó la suspensión de las evacuaciones durante varios días; se reanudaron el 19 de abril con estrictas medidas de seguridad en el puesto de control de Rashideen. Tres días después del bombardeo, un portavoz de las Naciones Unidas dijo que el bombardeo era "probablemente un crimen de guerra " y que se está investigando a una persona de interés vista en imágenes antes del bombardeo.

## Autores
Se desconoce la identidad del perpetrador. Según la televisión estatal siria, los civiles de Fuaa y Kafriya apoyaron al gobierno durante el sitio rebelde de las ciudades y los rebeldes fueron responsables del bombardeo. Ahrar al-Sham negó su responsabilidad, y los miembros de la oposición sugirieron que el gobierno de Assad podría haber estado detrás del ataque como una forma de desviar la atención del ataque químico de Khan Shaykhun. Rami Abdulrahman, director del Observatorio Sirio de Derechos Humanos (SOHR), declaró en una entrevista televisada que creía que el gobierno sirio no había realizado el bombardeo.

## Reacciones
El secretario general de las Naciones Unidas, António Guterres, solicitó que todas las partes garanticen la seguridad de quienes esperan ser evacuados. El Papa Francisco condenó el bombardeo durante su discurso del Domingo de Pascua, calificándolo como un "vil ataque a los refugiados que huyen". El Ministerio de Relaciones Exteriores de Turquía dijo que el ataque "ha demostrado una vez más la necesidad de fortalecer el acuerdo de alto el fuego".
Robert Fisk, escribiendo para The Independent, criticó al gobierno de los Estados Unidos por un doble rasero con respecto al ataque, contrastando su silencio sobre el bombardeo con su reacción al ataque químico de Khan Shaykhun a principios de mes; dijo que "después del atentado suicida de este fin de semana [...] la Casa Blanca no dijo nada [...] porque, y aquí está el punto, fueron víctimas del tipo equivocado de asesino".